# Meteorus cingiliae
Meteorus cingiliae är en stekelart som beskrevs av Muesebeck 1926. Meteorus cingiliae ingår i släktet Meteorus och familjen bracksteklar. Inga underarter finns listade i Catalogue of Life.